# Mick Abrahams
Mick Abrahams (Luton, 7 aprile 1943) è un chitarrista e cantante inglese fondatore delle band Blodwyn Pig e Mick Abrahams Band, delle quali fu leader.

## Biografia
Fu il primo chitarrista dei Jethro Tull, band con la quale registrò il primo album, This Was, nel 1968. A causa di contrasti con Ian Anderson dovuti a differenze di opinioni circa lo stile musicale che avrebbe dovuto perseguire il gruppo, decise di abbandonare la band nel novembre dello stesso anno, sostituito momentaneamente da Tony Iommi e definitivamente da Martin Barre.
Fu così che Abrahams ebbe occasione di formare i Blodwyn Pig nel 1969 registrando due album, ma nel 1970 decise di abbandonare il gruppo e formare The Mick Abrahams Band, con la quale incise due album per la Chrysalis Records: A musical Evening with Mick Abrahams e At Last. A seguito della mediocre accoglienza dei due album, Abrahams decise di lasciare il mondo della musica per dedicarsi in pieno al suo lavoro di venditore di automobili, salvo poi ritornare sui suoi passi nel 1987 quando ricominciò a registrare sia come solista sia con i vecchi membri dei Blodwyn Pig.
A fine anni novanta Abrahams formò una nuova band chiamata This Was, proprio come l'album d'esordio dei Jethro Tull, nella quale figurano alcuni dei vecchi membri del gruppo, escluso ovviamente Ian Anderson, e con cui si è esibito con le canzoni di quell'album. Questo ha causato malumori da parte di molti fan dei Jethro Tull anche se lo stesso Anderson non sembra essersela presa più di tanto se si pensa che quest'ultimo ha contribuito recentemente alla registrazione di alcuni pezzi di Abrahams comparendo anche in alcuni suoi tour.
Nel 1975 Abrahams intraprese inoltre la carriera solista; nei suoi album collabora spesso con musicisti di primo piano, tra cui Phil Manzanera (Roxy Music), Robby Steinhardt (Kansas), Ian McDonald (King Crimson) e Clive Bunker, suo ex compagno nei Jethro Tull.

## Cronologia
| da              | a               | gruppo                                                               |
| --------------- | --------------- | -------------------------------------------------------------------- |
| 1964            |                 | The Hustlers                                                         |
| 1965, marzo     | 1965, ottobre   | Neil Christian & The Crusaders                                       |
| 1965            |                 | Screaming Lord Sutch & The Savages (in contemporanea con i Cusaders) |
| 1965            |                 | The Goodtimers (in contemporanea con i Cusaders e i Savages?)        |
| 1965            | ?               | The Toggery Five                                                     |
| ?               | 1967, gennaio   | Jensen's Moods                                                       |
| 1967, gennaio   | 1967, novembre  | McGregor's Engine                                                    |
| 1967, novembre  | 1968, novembre  | Jethro Tull                                                          |
| 1968, novembre  | 1970, settembre | Blodwyn Pig                                                          |
| 1970, settembre | 1974, febbraio  | Mick Abrahams Band                                                   |
| 1974, febbraio  | 1974, luglio    | Blodwyn Pig                                                          |
| 1974, luglio    | 1988, dicembre  | inattivo                                                             |
| 1988, dicembre  | ?               | Blodwyn Pig                                                          |

## Discografia

### Album in studio
Con i Jethro Tull
- 1968 - This Was

Con i Blodwyn Pig
- 1969 - Ahead Rings Out
- 1970 - Getting to This

Come solista
- 1975 - Have Fun Learning
- 1990 - All Said and Done
- 1996 - Mick's Back
- 1997 - Mick's One
- 2000 - See my Way
- 2002 - How Many Times
- 2005 - Leaving Home Blues
- 2007 - Back with the Blues Again
- 2013 - Cat Squirrel Blues